# Bertula madida
Bertula madida là một loài bướm đêm trong họ Erebidae.